# Хлебине
Хле́бине (хорв. Hlebine) — община с центром в одноимённом посёлке на севере Хорватии, в  Копривницко-Крижевацкой жупании. Население — 1153 человек в самом посёлке и 1302 человека во всей общине (2011). Подавляющее большинство населения — хорваты (99 %). В состав общины, кроме самого Хлебине, входит деревня Габаева Греда (Gabajeva Greda, 150 человек). Большинство населения занято в сельском хозяйстве.

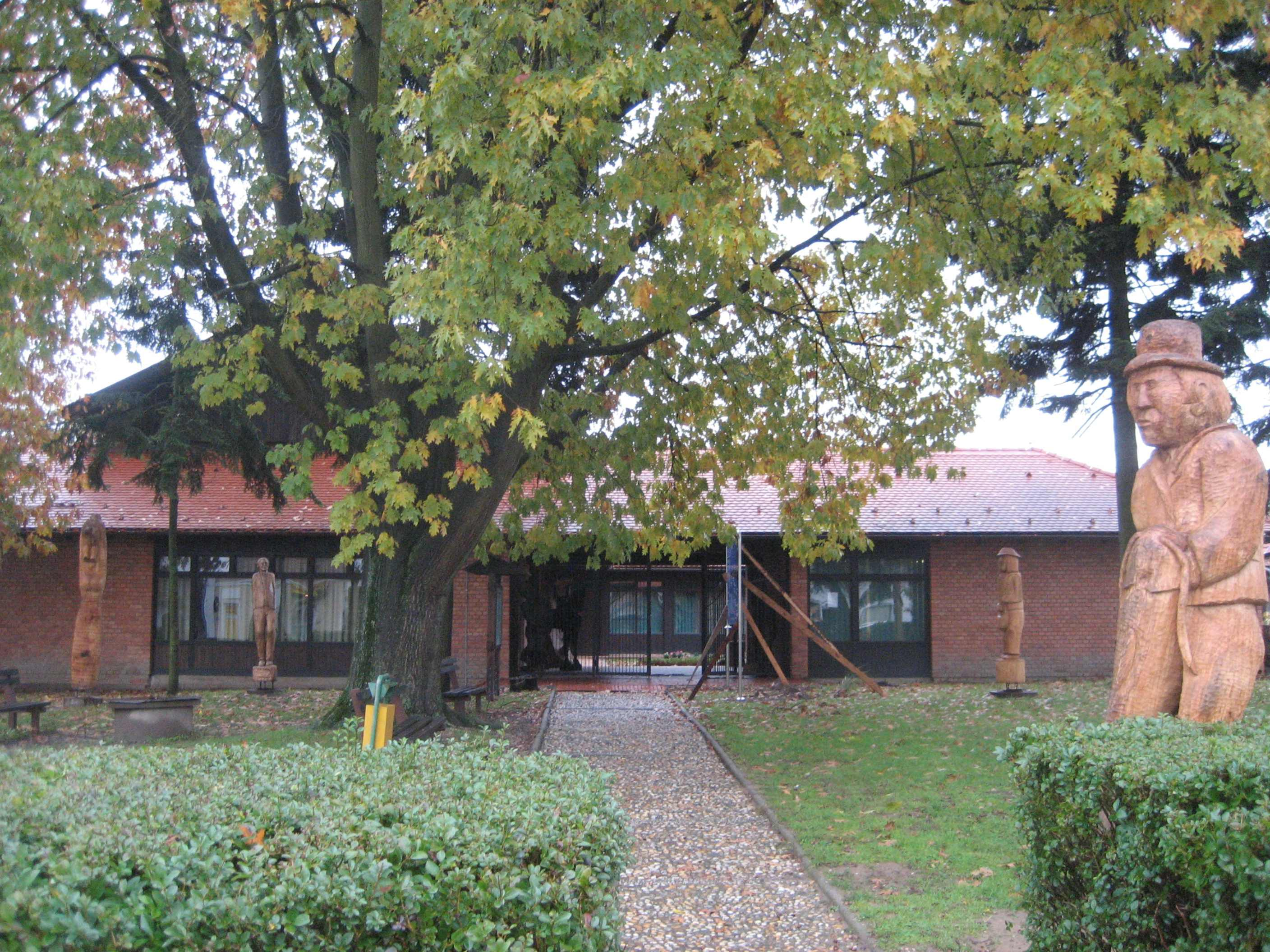
Музей наивного искусства

Посёлок расположен на Подравинской низменности в 3 километрах от Дравы, и в 7 километрах к востоку от города Копривница. Местные дороги связывают Хлебине с посёлком Петеранец, стоящим на шоссе D41 и посёлком Новиград-Подравски, стоящим на шоссе D2.
Хлебине впервые упомянуто в 1671 году как деревня приходского округа Дрне. В XVIII веке в селе построена церковь и основан собственный приход. 
Широкая известность пришла к селу в XX веке, когда оно стало центром хлебинской школы хорватских художников-примитивистов. Среди них наиболее известны Иван Генералич, Франьо Мраз, Крсто Хегедушич и Йосип Генералич. Все они либо родились, либо провели большую часть жизни в Хлебине. В посёлке работает музей наивного искусства, где экспонируются работы примитивистов.